# 萨布埃鲁
萨布埃鲁是巴西塞阿拉州的一个市镇。总面积1383.472平方公里，总人口16005人，人口密度11.6人/平方公里。